# Amsterdamalbatros
Der Amsterdam-Albatros (Diomedea amsterdamensis), manchmal auch als Amsterdaminsel-Albatros bezeichnet, ist eine sehr seltene Art der Albatrosse, die nur auf der Amsterdam-Insel im südlichen Indischen Ozean brütet.

## Merkmale
Der Amsterdam-Albatros erreicht eine Gesamtlänge von 115 cm. Die Flügelspannweite beträgt 300 cm und das Gewicht 5 bis 8 kg. Obwohl die Weibchen kleiner als die Männchen sind, ist beim Amsterdam-Albatros der Sexualdimorphismus geringer ausgeprägt als bei den anderen großen Albatrosarten. Die Oberseite ist bei den Altvögeln fast einheitlich schokoladenbraun. Die Gesichtsmaske und die Kehle sind weiß. Über die Brust verläuft ein braunes Band. Die Unterbrust und der Bauch sind weiß, die Unterflügeldecken sind weiß mit einer dunklen Spitze. Die dunkle Vorderkante der Unterflügeldecken ist vermutlich breiter als beim Wanderalbatros. Der große Schnabel ist rosa. Während der Brutsaison verfärbt er sich tiefrosa. Am Oberschnabel verläuft eine dünne schwarze Schnittkante. Ober- und Unterschnabel haben dunkle Spitzen. Die Beine und Füße sind hell.

## Lebensraum und Lebensweise

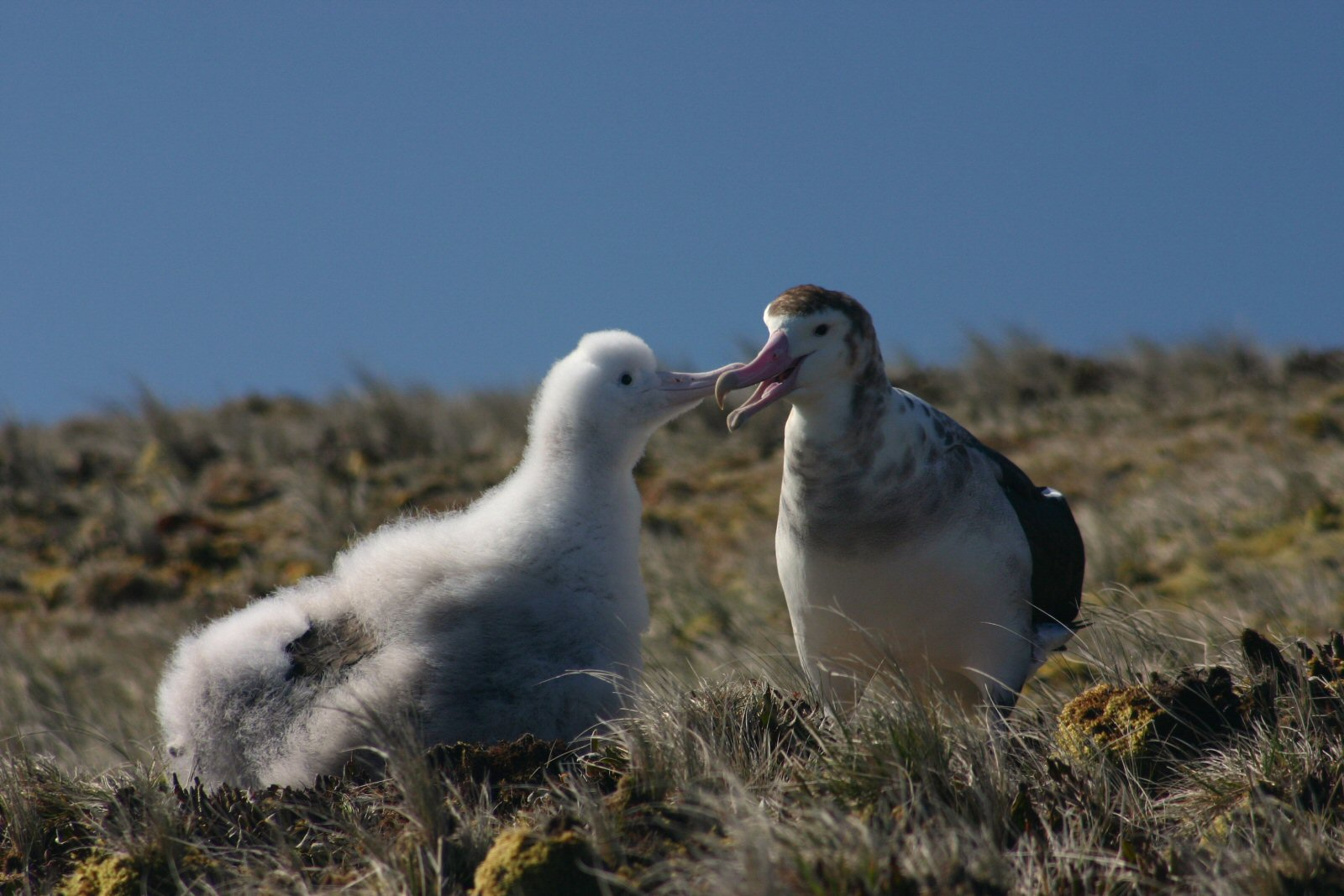
Altvogel mit Jungtier

Die Brutplätze sind auf das Zentralplateau der Amsterdam-Insel, das sogenannte Plateau des Tourbières, in einer Höhe zwischen 500 und 600 m beschränkt und seit 1987 durch einen Schutzzaun vom Vieh getrennt. Seit 1992 gibt es einen zweiten Zaun. Der Amsterdam-Albatros geht eine lebenslange Paarbindung ein. Gebrütet wird alle zwei Jahre. Die Brutzeit beginnt im Februar, wobei die meisten Eier im Spätfebruar und im März gelegt werden. Im Januar und Februar des Folgejahrs werden die Jungen flügge. Im Alter von vier bis sieben Jahren kehren die immaturen Albatrosse in ihr Brutrevier zurück. Geschlechtsreif sind sie allerdings erst nach neun Jahren. Die Nahrung des Amsterdam-Albatros ist nicht genau bekannt, vermutlich besteht sie aus Fisch, Tintenfisch und Weichtieren. Während der Brutsaison geht er sowohl in den Gewässern vor der Amsterdam-Insel als auch bis zu 2.200 Kilometer entfernt in subtropischen Gewässern auf Nahrungssuche.

## Bestand und Gefährdung
BirdLife International stuft den Amsterdam-Albatros in die Kategorie „vom Aussterben bedroht“ (critically endangered) ein. Obwohl seit 1984 eine Bestandserhöhung verzeichnet wurde, ergab eine Zählung im Jahre 2001 nur 130 Exemplare. Darunter waren 80 geschlechtsreife Vögel, von denen 18 bis 25 Paare jährlich brüteten. Zwischen 2001 und 2007 wurden 24 bis 31 Brutpaare gezählt. In den 1970er-Jahren und in den frühen 1980er-Jahren hat vermutlich die Langleinenfischerei zum Rückgang des Bestandes beigetragen. Heute geht die Hauptgefährdung von der Zerstörung und Degradierung der Brutplätze durch Weidevieh, durch menschliche Störungen, durch die Nachstellungen von verwilderten Hauskatzen sowie durch die Ausbreitung der Bakterien Pasteurella multocida und Erysipelothrix rhusiopathidae aus, die für die hohe Sterblichkeit der Küken verantwortlich sind. Weiter überlappen sich die Nahrungsgründe der Amsterdam-Albatrosse mit den Fanggründen der Thunfischfangflotte, so dass die potentielle Gefährdung besteht, dass die Albatrosse als Beifang in den Langleinennetzen verenden. 2010 lag der Bestand bei 100 Exemplaren.

## Systematik
Der Amsterdam-Albatros wurde 1983 als neue Art beschrieben. Seitdem hat es immer wieder kontroverse Diskussionen um den taxonomischen Status gegeben. Verschiedene Autoren, darunter William Richmond Postle Bourne (1989), Stephen Marchant und Peter Jeffrey Higgins (1990) und John Warham (1990) stuften ihn lediglich als Unterart des Wanderalbatros ein. Die Wissenschaftler Derek Rains, Henri Weimerskirch und Theresa M. Burg von der University of Lethbridge, Kanada und vom CEBC-CNRS in Villiers-en-Bois, Frankreich untersuchten daher die DNA des Amsterdam-Albatros, des Antipoden-Albatros, des Tristan-Albatros und des Wanderalbatros und kamen zu dem Ergebnis, dass der Amsterdam-Albatros zwar genetisch am engsten mit dem Wanderalbatros verwandt sei, jedoch aufgrund morphometrischer Unterschiede sowie Unterschiede in der Gefiederfärbung ein Artstatus zu empfehlen ist. Der International Ornithological Congress folgte im Jahre 2011 dieser Studie und klassifizierte den Amsterdam-Albatros als eigenständige Art.